# Bacabeira
Bacabeira é um município brasileiro do estado do Maranhão. Foi incluído recentemente na Região Metropolitana da Grande São Luís. De acordo com o Censo Demográfico de 2022, a população do município era de 16.966 habitantes e a densidade demográfica era de 31,25 habitantes por quilômetros quadrado. A estimativa populacional para o ano de 2024 era de 17.414 pessoas.

## Histórico
Desmembrado do município de Rosário (Maranhão), subordinado à Comarca de Rosário. O desmembramento aconteceu em 10 de novembro do ano 1994.
A cidade de Bacabeira limita-se ao Norte com o município de São Luís; a Leste com o município de Rosário; a Oeste, com o município de Cajapió e ao Sul com o município de Santa Rita.
Alguns de seus povoados são: Cidade Nova, Periz de Baixo, Periz de Cima, Zé Pedro, Vidéo, Cajueiro, São Cristóvão, Rancho Papouco, Ramal do Abude, Gameleira, São Pedro, Santa Quitéria, Vila Cearense, Placa de Recurso, Piquí, Santa Luzia e Acentamento.

## Localização
Localizado no Golfão Maranhense e banhado na margem esquerda pela baía de São Marcos, seus pontos extremos estão determinados pelas respectivas coordenadas geográficas: Norte -02º45’21” de latitude e -44º17’14’’ de longitude; Oeste -44º30’01’’ de longitude e -03º00’00’’ de latitude; Sul -03º06’16’’ de latitude e -44º19’17’’ de longitude; Leste -44º15’23’’ de longitude e -02º58’01’’ de latitude.
O município de Bacabeira limita-se ao Norte com o município de São Luís, separado pelo Estreito dos Mosquitos, limitando-se também com a ilhas de Tauá-mirim e Tauá-redondo, que pertencem a São Luís; a leste com o município de Rosário (Maranhão); a Oeste, com o município de Cajapió e ao Sul com o município de Santa Rita (Maranhão).
Possui posição estratégica por ser drenado pelas duas maiores bacias hidrográficas maranhenses representadas pelos rios Itapecuru (25%) e Mearim (75%), além de ser atravessado pela BR 135 e as ferrovias Carajás e São Luís-Teresina, que permitem o acesso ao Complexo Portuário de São Luís. Por Bacabeira, também passam as grandes redes transmissoras de energia que abastecem a cidade de São Luís e seu parque industrial, assim como a adutora do Sistema Italuís (CAEMA), que abastece 60% da população na capital.

## Geografia
O relevo apresenta tabuleiros, planície flúvio-marinha e colinas tabulares de baixa altitude.
O clima é tropical úmido distribuído em dois períodos: sendo chuvoso de janeiro a junho e com estiagem de julho a dezembro. As precipitações anuais variam entre 1.400 a 1.600 mm. A temperatura média anual é de de 26°C a 27°C, com o período mais quente entre outubro a novembro. A umidade relativa do ar varia entre 79% a superior a 82%.
A vegetação é a mata tropical, transição entre o Cerrado e a Amazônia, que vem sofrendo um processo de degradação pela ação antrópica. No município, também há campos inundáveis (Campo de Perizes), caracterizados por serem formações abertas, rasteiras, tendo como principal espécie o junco; na zona de influência das marés, existem manguezais.
O município faz parte de duas bacias: do Itapecuru (leste) e do Mearim (oeste), no baixo curso desses rios. Entre os riachos que deságuam no rio Itapecuru estão: São Braz, das Pedras, Seco e outros. No rio Mearim, deságuam os riachos: Esperança, Cangaçu e Jimbuca. Além desses riachos, próximo ao Estreito dos Mosquitos há o Rio Perizes.
O município está parcialmente inserido na Área de Proteção Ambiental Upaon-açu-Miritiba-Alto Preguiças.
Economia
Em 2021, o PIB per capita do município de Bacabeira era de R$ 34.352,98. Comparando-se com outros municípios do Estado, ficava nas posições 10 de 217. Já o percentual de receitas externas em 2023 era de 89,78%, o que o colocava na posição 160 dentre as 217 cidades do estado do Maranhão. 
| Salário médio mensal dos trabalhadores formais [2022]                                             | 2,1 salários mínimos |
| Pessoal ocupado [2022]                                                                            | 1.693 pessoas        |
| População ocupada [2022]                                                                          | 9,98 %               |
| Percentual da população com rendimento nominal mensal per capita de até 1/2 salário mínimo [2010] | 53,8 %               |

Fonte: IBGE
Educação
Em 2010, a taxa de escolarização de 6 a 14 anos de idade no município de Bacabeira era de 98,4%. Comparando-se com outras cidades do Estado, ficava na posição 16 de 217. Já o Índice de Desenvolvimento da Educação Básica (IDEB) para os anos iniciais do ensino fundamental na rede pública era 4,9 e para os anos finais, 4,4.
| Taxa de escolarização de 6 a 14 anos de idade [2010]             | 98,4 %           |
| IDEB – Anos iniciais do ensino fundamental (Rede pública) [2023] | 4,9              |
| IDEB – Anos finais do ensino fundamental (Rede pública) [2023]   | 4,4              |
| Matrículas no ensino fundamental [2023]                          | 2.767 matrículas |
| Matrículas no ensino médio [2023]                                | 876 matrículas   |
| Docentes no ensino fundamental [2023]                            | 202 docentes     |
| Docentes no ensino médio [2023]                                  | 53 docentes      |
| Número de estabelecimentos de ensino fundamental [2023]          | 20 escolas       |
| Número de estabelecimentos de ensino médio [2023]                | 3 escolas        |

Fonte: IBGE
Meio Ambiente
O bioma predominante do município de Bacabeira é o amazônico. Em 2010, a cidade apresentava 31% de domicílios com esgotamento sanitário adequado, além de 66,4% de domicílios urbanos em vias públicas com arborização e 6,2% de domicílios urbanos em vias públicos com urbanização adequada.

## Projetos futuros
Projeto de integrar uma das linhas do Metrô de Superfície da Grande São Luís.

### Refinaria da Petrobras
Está em processo de terraplanagem, com previsão de terminar no início de 2013. A refinaria da Petrobras em Bacabeira iria ser a maior refinaria da América Latina e a quinta maior do mundo. Depois de muitos impasses em qual município receberia essa Refinaria: São Luís ou Bacabeira, finalmente Bacabeira foi a escolhida. Esse grande empreendimento geraria muitos empregos para o município e municípios adjacentes (Rosário, Santa Rita e São Luis). A refinaria de Bacabeira iria operar em duas etapas, a primeira prevista para o ano de 2017, com capacidade de processar 300 mil barris de petróleo dia, e a segunda etapa está  prevista para entrar em operação em 2019, com igual capacidade de processamento, totalizando 600 mil barris de petróleo dia. Em Janeiro de 2015, a Refinaria Premium I de Bacabeira e Premium II do Ceará tiveram seus projetos de construção cancelados após uma crise financeira na Petrobras decorrentes de investigação de corrupção por membros do governo e da empresa durante a operação Lava Jato da Polícia Federal. O cancelamento da refinaria trouxe imensos prejuízos ao município e ao estado do Maranhão.

### Porto
O Porto do Mearim, a ser construído próximo a Bacabeira, a BR 135, a estrada de ferro Carajás e a estrada de ferro São Luís-Teresina, terá quatro píeres para atender as demandas de carga geral, líquidos,  fertilizantes e principalmente grãos vindos do Matopiba e Centro Oeste. Sua localização privilegiada na Baia de São Marcos, tem o campo de Perízes ao longo da sua área. Tem uma profundidade de cerca de 15 metros e conta com o beneficio de aproveitar a variação de maré, próxima a 6 metros na região. Seu canal de navegação tem 47 km até o Complexo Portuário do Itaqui. O Terminal Portuário do Mearim será um Terminal de uso Privado (TUP) e permitira a navegação de navios de grande porte como Panamax e Capesized.

### Distrito Industrial
Visa a atrair empresas interessadas em operar pelo Porto Mearim. Deverá se tornar um hub visando a exportação e e importanção e dessa forma agregando valor aos produtos e serviços.

### Usina Siderúrgica
Previsão de investimentos chineses em fase de entendimentos com Governo Estadual.

### Estaleiro Naval
O estaleiro naval de Bacabeira fabricará navios e plataformas para exploração de petróleo na Bacia de Barreirinhas. O Estaleiro Mearim poderá montar navios com DWT de até 185 mil toneladas.